# Famille Homberg
La famille Homberg est une famille juive originaire de Mayence, établie au Havre au début du XVIIIe siècle, naturalisée française en 1775 et convertie au catholicisme en 1785.

## Historique
Originaire de Mayence ou de Cassel, Henri Levi, dit Leviston puis Lavie, puis Homberg (1678-1745), est Consul de la France à Saint-Pétersbourg de 1717 à 1724, avant de s'établir au début du XVIIIe siècle au Havre comme négociant et armateur. D'une famille juive, il était le fils d'un banquier de Hambourg et le cousin germain de Magnus Hijman Gomperz (-1740), armateur et banquier à Hambourg, de la famille Gomperz.
Les Homberg furent naturalisés en 1775, avant de se convertir au catholicisme en 1785.
Les frères Homberg sont reçus bourgeois du Havre en 1776.
Les Homberg font partie en 1806 des 200 plus importants actionnaires de la Banque de France.

## Maison de négoce et d'armement Homberg

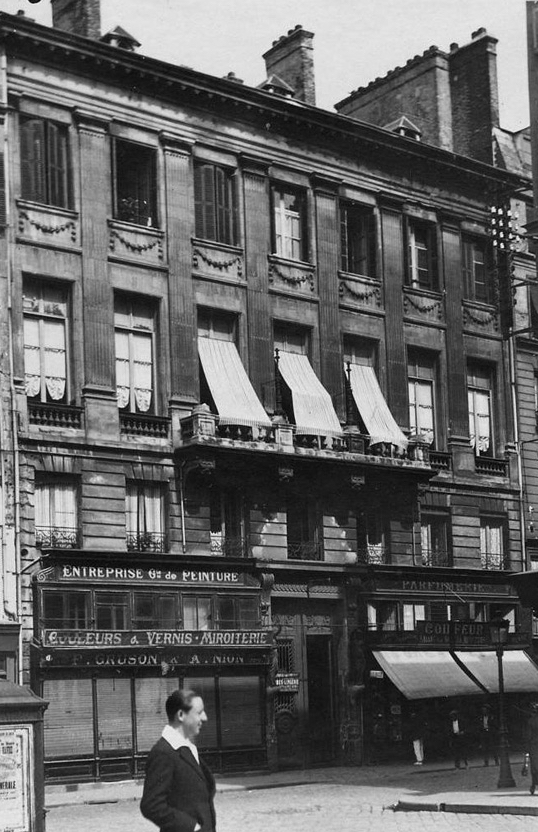
L'ancien hôtel Homberg, au Havre.

Fondée au début au XVIIIe siècle, la maison de négoce et d'armement Homberg prit rapidement un grand essor.
Un arrêt du Conseil de commerce datant de 1748 autorise les Homberg à envoyer dans les colonies des marchandises provenant de prises.
Ayant très tôt développé le commerce avec la Russie, elle fournit arsenaux royaux en bois pour la marine durant la guerre de Sept Ans. Les Homberg font également transporter des provinces polonaises et baltes plusieurs chargements de grains et de blé pour soulager les effets de la disette.
En 1762, les Homberg se lancent dans l'assurance maritime. Leur société deviendra la plus importante du Havre en 1787.
En 1767, elle est mise en société sous la raison sociale « Veuve Homberg, Homberg frères et Cie ».
Les Homberg développèrent également leur activité vers l'Amérique (Terre-Neuve…) et les Antilles (Saint-Domingue, Martinique…). Entre 1763 et 1792, elle avait armé soixante-dix-huit navires à destinations des Antilles.
Ils se sont également livrés directement au commerce triangulaire à partir de 1783, même s’il est possible qu’ils aient pris des participations financières dans des armements négriers antérieurs. Les Homberg ont assuré au minimum six expéditions de traite au nom de la Société Veuve Homberg et fils entre 1783 et 1789, représentant un total de 3 472 captifs déportés. Parmi ces navires se trouve l’Atlas, le plus grand des navires armés au Havre pour la traite négrière. Avec la Révolution, les révoltes des noirs à Saint-Domingue, et l’abolition de 1794, les Homberg déclarent une perte de 2 millions de livres (20 millions d’euros). En 1802 et 1803 la maison Homberg se lance également dans la pêche à la baleine possédant alors 4 des 9 baleiniers havrais consacrés à cette activité. Après l’interdiction de la traite en 1815, la maison Homberg continue de s’impliquer dans la traite devenue illégale, depuis le port de Nantes, avec le navire l’Édouard.
La maison Homberg possédait des correspondants et annexes dans plusieurs villes (Amsterdam, Hambourg, Saint-Pétersbourg, New York, Plymouth…).
La Société Vve Homberg et fils était le plus fort contribuable du Havre en 1780 et l'une des plus importantes maisons du nord de la France à la veille de la Révolution française.

## Liens de filiation entre les personnalités notoires

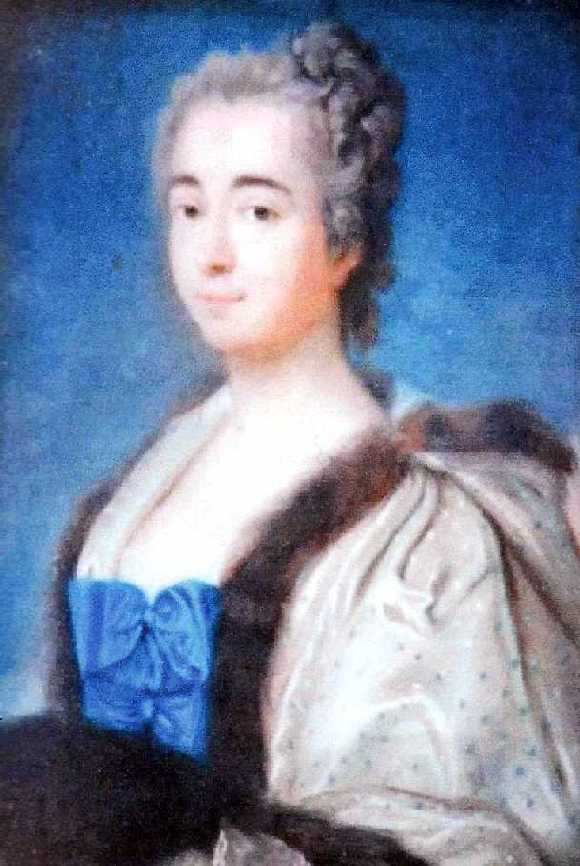
Suzanne Gomperz, épouse Homberg.

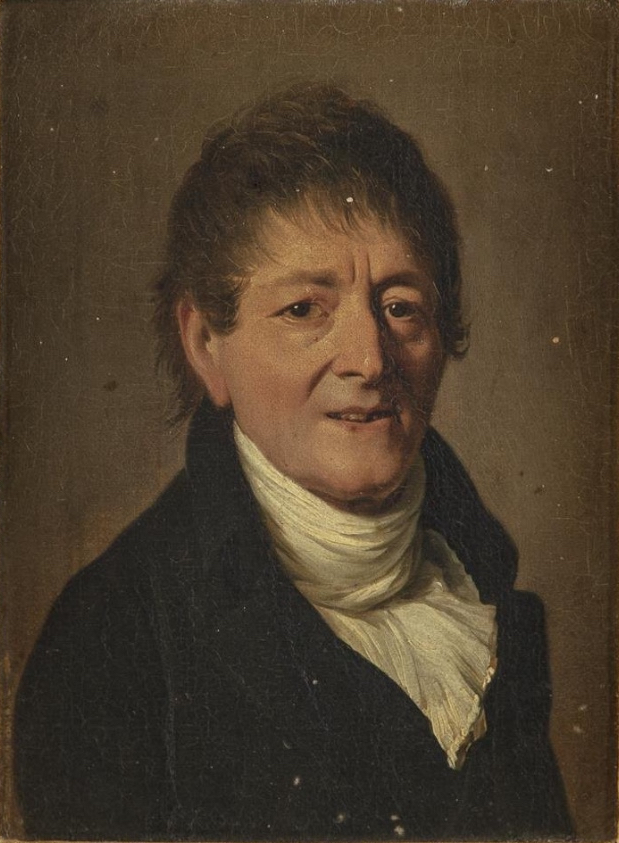
Louis-Léon Homberg.

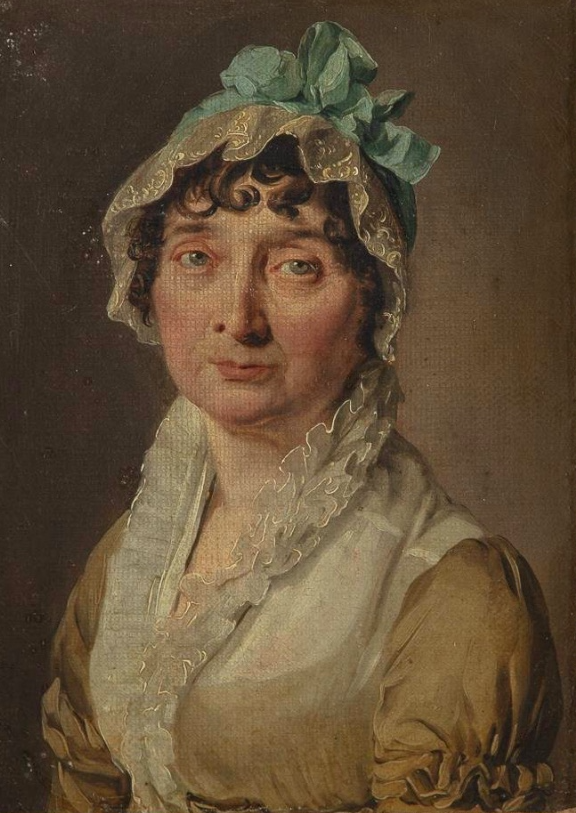
Mme Louis-Léon Homberg.

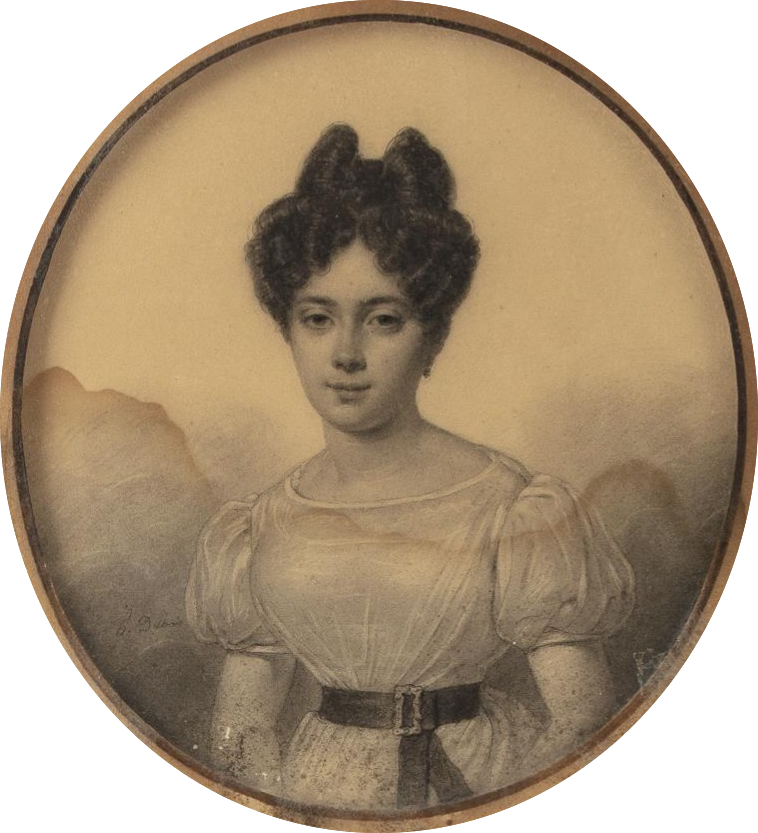
Françoise Homberg, épouse Marc.

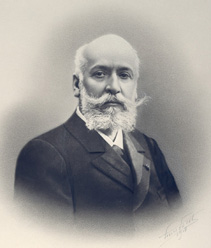
Octave Homberg, père.

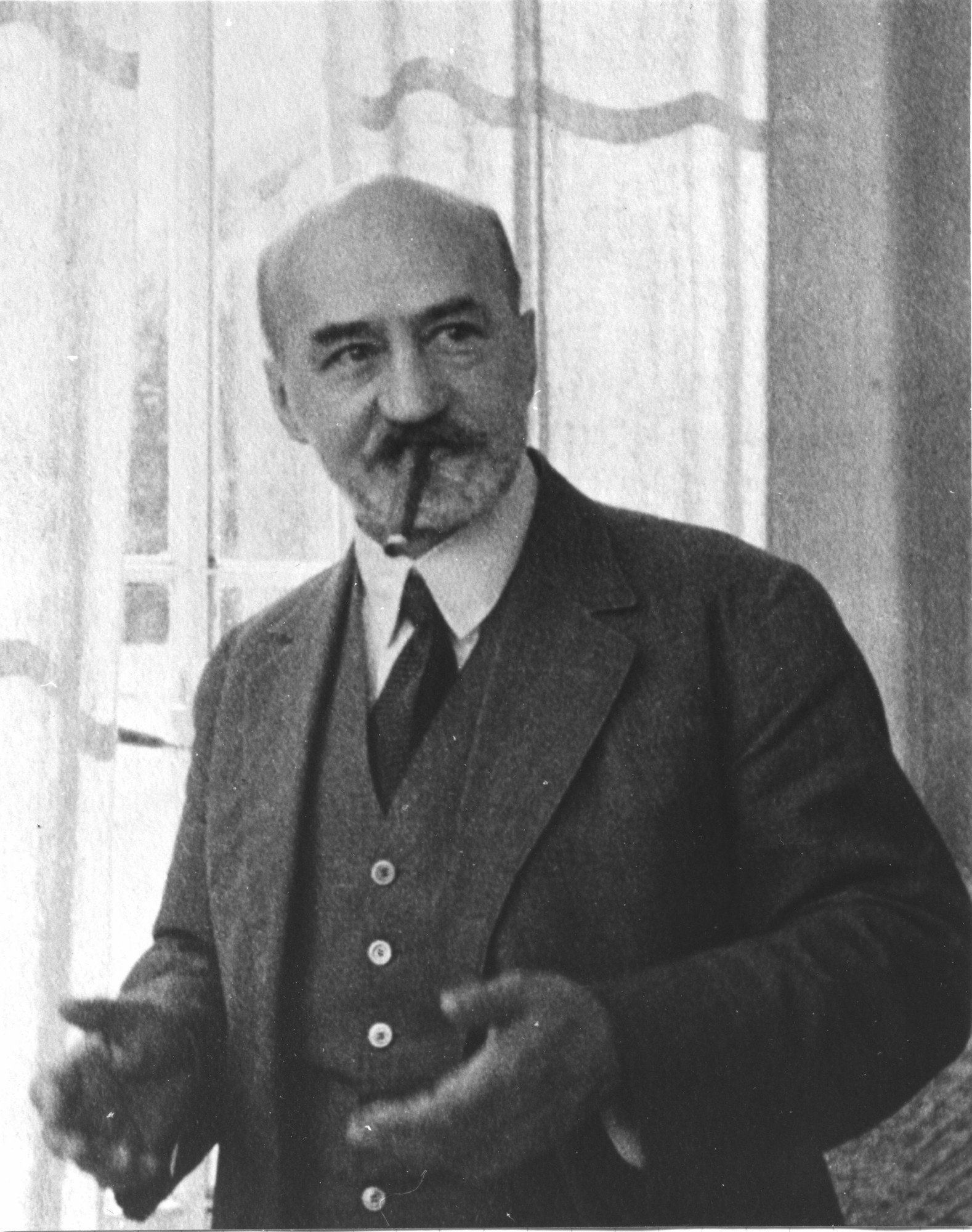
André Homberg.

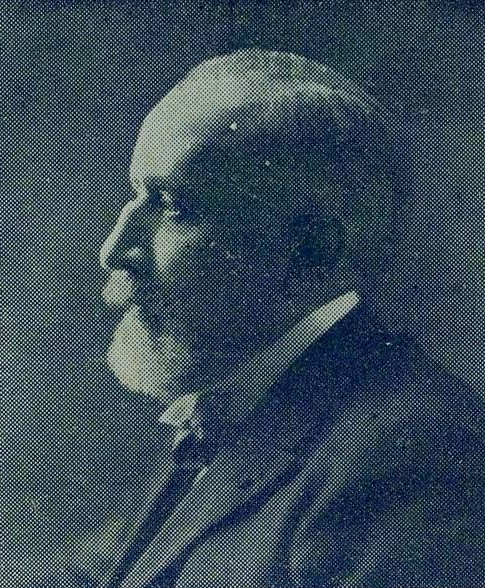
Octave Homberg fils.

Les sources des informations relatives aux personnalités de la famille sont référencées dans les articles détaillés.
- Henri Homberg (1678-1745), originaire de Mayence ou de Cassel, Henri Levi (dit Leviston puis Lavie, puis Homberg), débute jeune dans les affaires de la branche anglaise de sa famille, puis dans la branche bordelaise. Il est consul de France à Saint-Pétersbourg de 1717 à 1724. Il y joue un rôle d'informateur et d'espion. Il s'établit au Havre en 1725 et y fonde une maison de négoce et d'armement. Il épouse Sarah Moranche, fille d'un négociant bordelais.
  - Hartog dit Henri Michel Homberg (1704-1766), négociant armateur. il reprit la maison de négoce et d'armement fondé par son père. Il épouse Suzanne Gompertz, fille de Magnus Hijman Gomperz, armateur et banquier à Hambourg. Il s'associe avec sa belle-famille, la famille Gomperz, dans l'armement à Hambourg et Amsterdam. Ayant des intérêts commerciaux à Saint-Pétersbourg, il y voyage régulièrement et remplace le consul français lorsque le besoin se fait. Naturalisé français en 1775, il est reçu bourgeois du Havre l'année suivante et se convertit au catholicisme en 1785.
    - Léon Homberg (1736-1809) dit « L'Anglais », armateur, banquier et négociant à Plymouth et au Havre. Naturalisé français en 1775, il est reçu bourgeois du Havre l'année suivante et se convertit au catholicisme en 1785. En 1806, il était un des 200 plus gros actionnaires de la Banque de France. Il épouse Clarisse Galla-Lévy, fille de l'armateur et banquier Joseph Lévy.
      - Auguste Henri Homberg (1771-1832), armateur et banquier au Havre. Il est président du tribunal de commerce du Havre de 1817 à 1819, puis de 1821 à 1824. Il fonde la caisse d'épargne et de prévoyance du Havre en 1822. Il épouse Cécile Eugénie Le Grand.
        - Françoise Homberg épouse Amédée Marc.

      - Eugène Vivien Homberg (1774-1832), armateur au Havre. Il est président du tribunal de commerce du Havre de 1824 à 1826, puis de 1830 à 1832, et président de la chambre de commerce du Havre de 1830 à 1832[5]. Il épouse Pauline Blanche, fille de l'armateur havrais Jacques Blanche et de Cécile de Longuemare, et belle-sœur de Michel Joseph du Bocage de Bléville, petit-fils de Michel Joseph du Bocage de Bléville.
      - Elisabeth Suzanne Homberg (1777-1823) épouse Jean Joseph de Salvaing de Boissieu, directeur du Génie maritime.

    - Grégoire-Gerson Homberg (1739-1817), banquier et armateur au Havre. Naturalisé français en 1775, il est reçu bourgeois du Havre l'année suivante et se convertit au catholicisme en 1785. Il est propriétaire du château de Saint-Leu. Il épouse Marie Anne Lévy-Shabracq, fille d'un armateur à Amsterdam.
      - Théodore Homberg (1771-1804), armateur au Havre. Zoologiste amateur, sa mort prématurée interrompt les recherches qu'il effectuait sur les animaux marins. Il possédait une collection de ceux-ci, qu'il a notamment en partie partagée avec Georges Cuvier, peu avant sa mort, alors qu'il allait rendre ses travaux publics[6]. Il épouse Armande Eustache, fille de Denis-François Eustache, conseiller du roi et armateur au Havre, et sœur de Louise Denise Eustache qui épouse  Augustin-Charles-Alexandre Ollivier.
        - Théodore Homberg (1802-1885), magistrat. Il épouse Émilie Taillet, petite-fille de Vincent Prosper Ribard.
          - Marie Mathilde Emilie Homberg (1833-1906) épouse Paul Baudry (1825-1909).

        - Eugène Homberg (1804-1876), ancien élève de l'École polytechnique, inspecteur général des ponts et chaussées. Il est nommé en 1858 au grade d'officier dans l'ordre national de la Légion d'honneur[7]. Il épouse Marie Victorine Emilie de Lamandé, fille de Corneille Lamandé. De ce mariage, naissent onze enfants.
          - Paul Homberg (1832-1880), conseiller à la cour d'appel d'Orléans. Il épouse Marie Clouet.
            - André Homberg (1867-1948), haut fonctionnaire et financier. Il épouse Marie Louise Ermel, petite-fille du compositeur Louis-Constant Ermel.

          - Octave Homberg (1844-1907). Il épouse Marie Thérèse Rendu, petite-fille d'Ambroise Rendu, puis veuf en 1876, épouse  Marie Anne Thérèse Emilie Kolb, nièce de Charles Kolb-Bernard.
            - Octave Homberg (1876-1941). Il épouse Louise Marie Mahot de la Quérantonnais puis, veuf en 1907, il épouse Jeanne Fanny Bourdeau.

          - Eugène Homberg (1846-1925), architecte en chef des Bâtiments nationaux. On lui doit notamment l'église Saint-André-du-Bas-Montreuil, l'église Saint-Paul-de-Monceau, l'église Sainte-Geneviève-de-la-Plaine. Il épouse Augustine Charlotte Thérèse Salleron, fille de Léon Salleron.
            - Paul Homberg (1877-1936), architecte[Note 1]. Il épouse Marthe Etienne.
              - Michel Homberg (1908-1991) architecte-conseil d'Électricité de France. Il est l'architecte de la première tranche de la centrale thermique de Cordemais.

            - Etienne Homberg (1887-mort pour la France en 1918).

    - Édouard-Éliézer Homberg (1742-1799), dit « l'Esprit », banquier, armateur et négociant au Havre. Naturalisé français en 1775, il est reçu bourgeois du Havre l'année suivante et se convertit au catholicisme en 1785. Il épouse Judith Lévy-Shabracq, fille d'un armateur à Amsterdam, puis Pauline Philips, fille d'un banquier.
      - Eugénie Homberg épouse Joseph-François Tochon.